# Edouard Cauhaupé
Édouard Cauhaupé, né le 12 août 2002 à Toulouse (France), est un pilote de course automobile français qui participe à des épreuves d'endurance aux mains de voiture de Grand tourisme ou de Sport-prototype dans des championnats tels que la Michelin Le Mans Cup et l'European Le Mans Series.

## Carrière
En 2020, après une nouvelle saison en Championnat de France FFSA GT, Édouard Cauhaupé rejoint l'écurie suisse Cool Racing pour participer au championnat Michelin Le Mans Cup au volant d'une Ligier JS P320 et avec comme coéquipier le pilote suisse Nicolas Maulini. Cette première expérience dans ce championnat est une réussite car sur sept courses, il monte sur le podium en quatre occasions et remporte deux courses. Il finit le championnat en 3e position avec 89 points. En Championnat de France FFSA GT, Édouard Cauhaupé a poursuivi l'expérience avec le CD Sport. Cette seconde saison est positive car sur douze courses, il est monté en sept occasions sur le podium et remporte trois courses pour finir le championnat en 2e position avec 191 points.
En 2021, après avoir fini la saison précédente en 3e position du championnat Michelin Le Mans Cup, Édouard Cauhaupé rejoint l'écurie britannique United Autosports pour participer au championnat European Le Mans Series en catégorie LMP3 avec comme coéquipiers les pilotes britanniques Rob Wheldon et Wayne Boyd,. Édouard Cauhaupé poursuit son engagement dans le Championnat de France FFSA GT au sein de l'écurie française CD Sportau volant d'une Mercedes-AMG GT4.

## Palmarès

### Résultats enEuropean Le Mans Series
| Année | Écurie            | Châssis        | Moteur                    | Classe | 1      | 2     | 3   | 4   | 5   | 6   | Position | Points |
| ----- | ----------------- | -------------- | ------------------------- | ------ | ------ | ----- | --- | --- | --- | --- | -------- | ------ |
| 2021  | United Autosports | Ligier JS P320 | Nissan VK56 5,6 l V8 Atmo | LMP3   | BAR 13 | RBR 6 | LEC | MON | SPA | POR | 16e*     | 8,5*   |

* Saison en cours.